# Pirátská strana Německa
Pirátská strana Německo (německy Piratenpartei Deutschland, zkratka německy PIRATEN) je politická strana v Německu, která byla založena v roce 2006 po vzoru švédské Piratpartiet. Pro volební období 2019–2024 byl zvolen za stranu Člen Evropského parlamentu Patrick Breyer.

## Platforma
Strana kritizuje umělé vytváření monopolů a odmítá sledování občanů.
Strana upřednostňuje občanské právo na informace o ochraně osobních údajů a reformy autorských práv, vzdělávání a reformy počítačové vědy.

## Předsedové
- Christof Leng: září 2006 – květen 2007
- Jens Seipenbusch: květen 2007 – květen 2008
- Dirk Hillbrecht: květen 2008 – červenec 2009
- Jens Seipenbusch: červenec 2009 – květen 2011
- Sebastian Nerz: květen 2011 – duben 2012
- Bernd Schlömer: duben 2012 – červen 2014
- Stefan Körner: červen 2014

## Volební výsledky

Volební výsledky v evropských volbách roce 2009

### zemské volby
| Volby | Země                      | Den voleb       | Hlasy v % | Mandáty |
| ----- | ------------------------- | --------------- | --------- | ------- |
| 2008  | Hesensko                  | 27. ledna 2008  | 0,3       | 0       |
| 2008  | Hamburk                   | 24. února 2008  | 0,2       | 0       |
| 2009  | Hesensko                  | 18. ledna 2009  | 0,5       | 0       |
| 2009  | Sasko                     | 30. srpna 2009  | 1,9       | 0       |
| 2009  | Šlesvicko-Holštýnsko      | 27. září 2009   | 1,8       | 0       |
| 2010  | Severní Porýní-Vestfálsko | 9. května 2010  | 1,6       | 0       |
| 2011  | Berlín                    | 18. září 2011   | 8,9       | 15      |
| 2012  | Sársko                    | 25. března 2012 | 7,4       | 4       |
| 2012  | Šlesvicko-Holštýnsko      | 6. května 2012  | 8,2       | 6       |
| 2012  | Severní Porýní-Vestfálsko | 13. května 2012 | 7,8       | 20      |

### Parlamentní volby
| Volby | Počet hlasů | Hlasy v % | Mandáty |
| ----- | ----------- | --------- | ------- |
| 2009  | 845 904     | 2,0       | 0       |

### Evropské volby
| Volby | Počet hlasů | Hlasy v % | Mandáty |
| ----- | ----------- | --------- | ------- |
| 2009  | 229 464     | 0,9       | 0       |
| 2014  | 425 044     | 1,4       | 1       |
| 2019  | 243 302     | 0,7       | 1       |